# Ulrica Nisch
Ulrica Nisch (Mittelbiberach, 18 de septiembre de 1882-Allensbach, 8 de mayo de 1913), de nombre secular Franziska Nisch fue una religiosa católica alemana, de la Congregación de las Hermanas de la Caridad de la Santa Cruz, venerada como beata en la Iglesia católica.

## Biografía
Franziska Nisch nació en Mittelbiberach (Alemania) en el seno de una familia muy pobre, siendo la primera de once hermanos. Terminado sus estudios se dedicó a trabajar como empleada doméstica para ayudar a mantener a su familia. En 1903 enfermó gravemente y fue internada en el hospital de las Hermanas de la Santa Cruz de Ingenbohl. Al recuperarse pidió el ingreso en la congregación. El 24 de abril de 1907 ingresó al instituto, en Constanza, cambiando su nombre por Ulrica. Su primera misión fue de cocinera en el hospital de Bühl en Mittelbalden y luego, con el mismo oficio, en Baden-Baden, donde vivirá hasta 1912. Fue durante ese periodo que adquirió fama de santa entre sus compañeras. Allí enfermó gravemente de tuberculosis y fue internada en el hospital de Santa Isabel de la casa de Hegne. Allí murió, a los 31 años de edad, el 8 de mayo de 1913.

## Culto

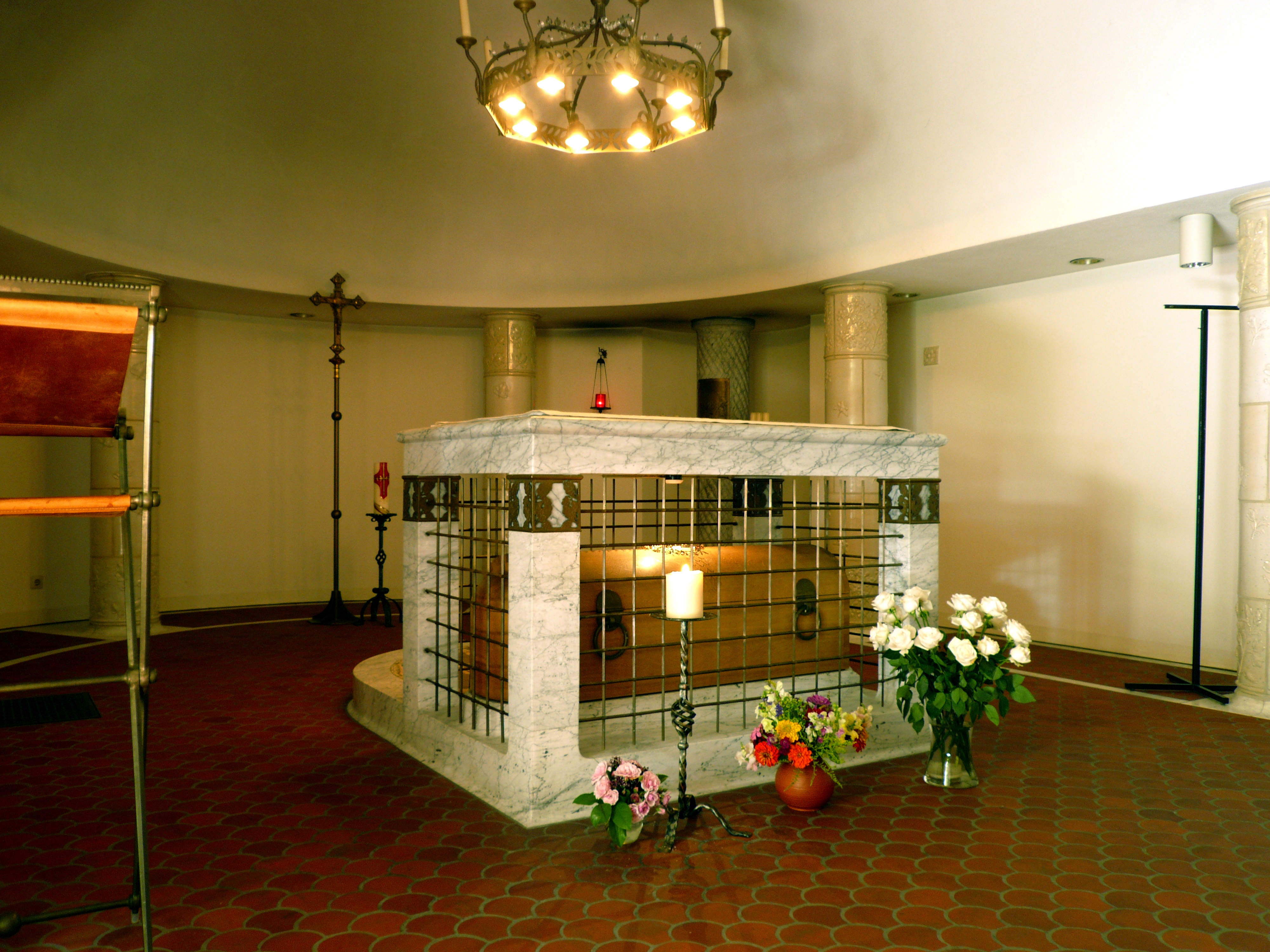
Tumba de la beata Ulrica en el monasterio de Hegne.

Ulrica Nisch gozaba de fama de santa ya en vida. Dicha fama permaneció en el tiempo, al punto que la diócesis de Freiburg (Alemania) introdujo el proceso de beatificación el 24 de noviembre de 1954. Por lo cual, según el proceso en la Iglesia católica, se le llamó sierva de Dios. El proceso fue presentado a la Congregación para la Causa de los Santos en Roma en 1983. Un año más tarde, el papa Juan Pablo II, mediante decreto de virtudes, la proclamó venerable. El mismo pontífice la beatificó el 1 de noviembre de 1987.
La Iglesia católica celebra su memoria el día 8 de mayo. Ese mismo día el Martirologio romano recoge su elogio, por ser el día de su fallecimiento. La Congregación de la Caridad de la Santa Cruz la celebra con el grado de memoria obligatoria. Sus reliquias se veneran en la cripta del monasterio de Hegne, en el municipio de Allensbach (Alemania). Se calcula que más de cien mil personas van a orar cada año a su tumba.